# Saint-Placide
Saint-Placide är en kommun i provinsen Québec i Kanada. Den ligger i regionen Laurentides och provinsen Québec, i den sydöstra delen av landet, 120 km öster om huvudstaden Ottawa. Kommunen bildades 1994 genom sammanslagning av bykommunen och socknen med samma namn.